# James Smith, Jr.
James Smith, Jr. (Newark, 1851. június 12. – Newark, 1927. április 1.) az Amerikai Egyesült Államok szenátora (New Jersey, 1893–1899).